# Taiyuan Iron and Steel Group
Taiyuan Iron and Steel (Group) Co., Ltd. anteriormente Taiyuan Iron & Steel Corporation (TISCO), também conhecido como Taigang Group é uma siderúrgica chinesa com sede em Taiyuan, província de Shanxi. A empresa era controladora da Taigang Stainless Steel Co., Ltd., uma fabricante de aço listada e da Linfen Iron and Steel, uma fabricante de aço não listada, respectivamente. A parte não cotada do grupo, também consistia em uma empresa imobiliária e um hospital.

## História
A predecessora da siderúrgica Taiyuan foi fundada em 1934, na Era dos Senhores da Guerra por Yan Xishan . Em 1949 esteve baixo o controle do Partido Comunista da China durante a Guerra Civil Chinesa .
Em 1996 foi incorporada como Taiyuan Iron and Steel (Group) Co., Ltd. Em 1998, uma subsidiária foi constituída e listada na Bolsa de Valores de Shenzhen.
Em 2006, Taigang Group injetou a maioria dos ativos de fabricação de aço para a subsidiária de capital aberto, exceto Linfen Iron and Steel, em Linfen, Shanxi e várias subsidiárias.

## Negócios
O Taiyuan Iron and Steel Group possuía um hospital em Taiyuan, por meio de uma subsidiária não integral. O grupo também se envolveu no desenvolvimento imobiliário que desenvolveu vários bairros em Taiyuan. Algumas delas foram destinadas ao staff do grupo.
A principal subsidiária do grupo, a Taigang Stainless Steel, tinha duas joint ventures com a Tianjin Pipe Corporation (TPCO): "Tianjin TISCO & TPCO Stainless Steel" em uma proporção de 65-35 (a TPCO detinha a participação por meio de uma subsidiária não integral), bem como "Tianjin TPCO & TISCO Welding Pipe" em uma proporção de 50-50, respectivamente.
As moedas de CN¥0,1 de aço inoxidável foram fabricadas pela Taigang Stainless Steel.

## Classificações
A Taigang Stainless Steel ficou em 1324º lugar na lista Forbes Global 2000 de 2019, uma lista das principais empresas listadas no mundo. Desde 4 de julho de  2017, era um constituinte do SZSE 200 Index.
De acordo com a World Steel Association, a corporação ocupou a 39ª posição em 2018 no ranking mundial por volume de produção, para 10,70 milhões de toneladas métricas.